# A mesék meséje

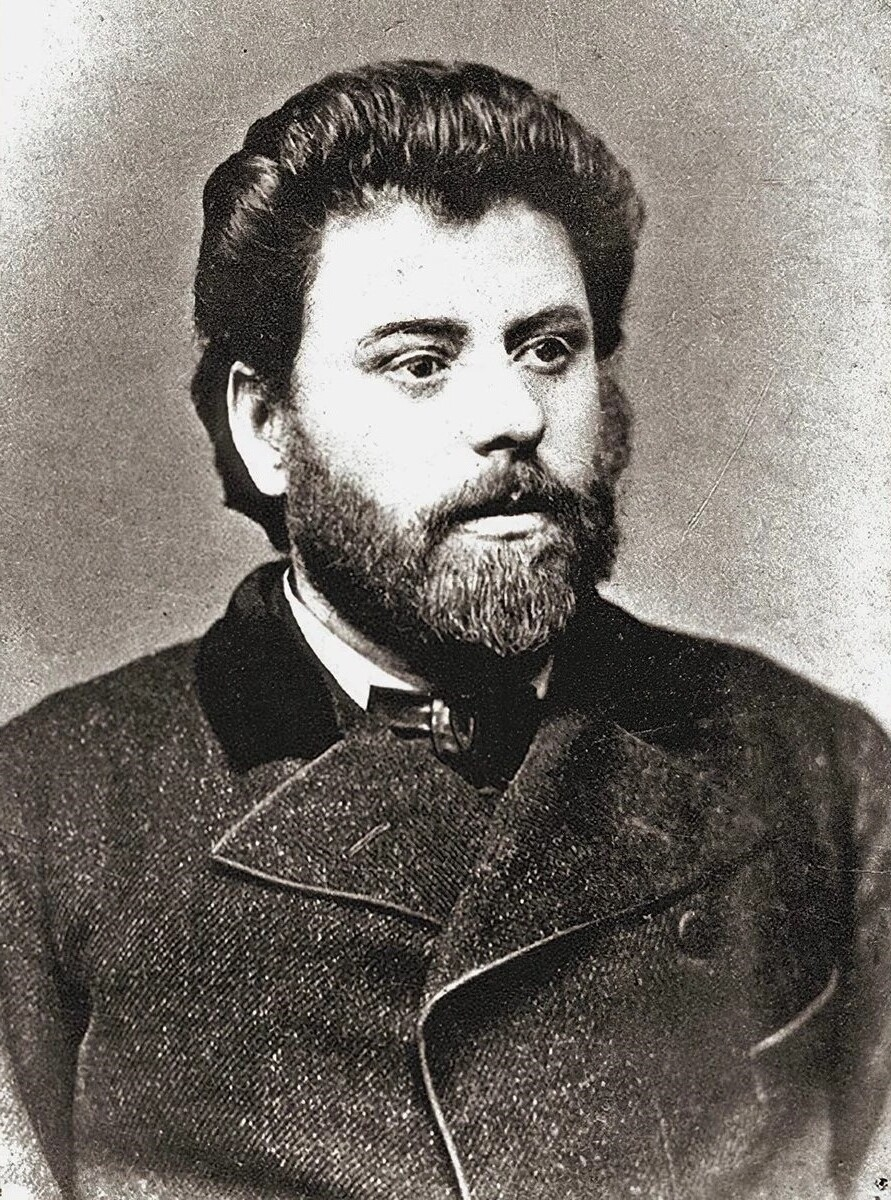
A szerző, Ion Creangă

A mesék meséje (más címen A fasz meséje; románul: Povestea poveștilor vagy Povestea pulei) Ion Creangă pajzán története. Valószínűleg 1877-ben íródott, de csak 1939-ben, a Creangă összes művét tartalmazó Opere című kötetben látott napvilágot. Magyarul Orbán János Dénes fordításában jelent meg. A történet humora egyszerre fakad a pajzán viccekből, valamint a hatalmat képviselő személyeken (elöljáró, pópa) való gúnyolódásból. A mesében rövidebb verses betétek találhatók, amelyek a magyar fordításba is átkerültek.
Bár a pajzán nyelvezet mindig is jelen volt a világirodalomban, a román irodalomban viszonylag későn, a 19. század végén jelent meg. A mesék meséje az egyik legelső – és egyes méltatók szerint máig legjobb – fennmaradt román pornográf iromány. Egy másik jelentősége abban van, hogy – a Buta Ionică meséjével együtt – új oldaláról mutatja be Creangăt, aki az irodalmi közfelfogás szerint a román irodalom klasszikusa, számos népszerű gyermekmese szerzője, „bájos gyerekíró”.

## Cselekmény
Egy paraszt éppen kukoricát készül vetni, amikor arra jár Jézus és Szent Péter, és megkérdezik tőle, mit vet. A paraszt dühös, amiért megzavarják a munkájában, ezért mérgesen odaveti: „Faszt!”. Jézus ezért megátkozza a vetést, és valóban péniszek nőnek a kukoricacsövek helyén. A paraszton egy öregasszony segít: azt javasolja neki, arassa le a péniszeket, és adja el a vásárban. Megmutatja a parasztnak, amit az ördögtől tanult el, hogy hogyan kell azokat használni: ha füttyent az ember, a pénisz működésbe lép rajta, és csak akkor hagyja abba, ha azt mondják neki, „Hó, te barom!”.
A paraszt árulni kezdi a péniszeket, amikor arra jár az özvegy elöljáróné. Először meg akarja vesszőztetni a parasztot, de az erre elmagyarázza, mi történt és hogy milyen varázsszóval kell a „termést” használni. Az asszony titokban kipróbálja az egyik péniszt, és annyira megtetszik neki, hogy meg is vásárolja és egy aranyozott szelencébe zárva tartja.
Egy nap a pópa meghívja az özvegy elöljárónét, hogy tartsanak keresztelőt a közeli birtokán. A keresztelő után az asszonynak ott kell maradnia, de nagyon vágyakozik a játékszere után, ezért elküldi a pópát, hogy hozza el neki a szelencét. A pópa azt hiszi, hogy a kis doboz valami ajándék lesz a feleségének, és ahogy kíváncsiságában piszkálja, az egyszer csak kinyílik. Amint meglátja a tartalmát, meglepetten füttyent, amitől a pénisz életre kel, és análisan megerőszakolja a pópát. Hiába próbál szabadulni, mert nem tudja a varázsszót. Egészen addig nem szabadul tőle, amíg arra nem jár egy tehén, és megtapossa, mire a pópa rákiált: „Hó, te barom!”. Erre a pénisz ismét nyugalmi állapotba kerül, és a pópa mindent hátrahagyva, meztelen üleppel elszalad.

## Stílusa, nyelvezete
A mese stílusa és nyelvezete – híven a falusi-kisvárosi környezethez, ahol a történet játszódik – népies. Ugyanakkor a szöveget – mind témaválasztásában, mind a felhasznált szavak szempontjából – vulgárisnak, obszcénnek és pornográfnak minősítik az elemző szakértők, kritikusok.
A minősítések háttere nyilvánvaló: Az eredeti román szövegben több mint negyvenszer szerepel a férfi nemi szervet jelentő vulgáris szó, de egy másik, „ülep” jelentésű trágárság is fél tucatnál többször megjelenik (ezeket az elemzésekben néha három ponttal „p…”, illetve „c…” alakban idézik). A történet a mindennapi élet természetes részeként ábrázolja az alkalmi szexet, az önkielégítést, valamint az anális közösülést, és mulatságos kellemetlenségként mutatja be a nemi erőszakot.
Daniel Guță elemzése szerint a népies és pornográf nyelvezet és stílus ötvöződésének hagyománya van a román folklórban. 1930-ban Emilian Novacoviciu egy teljes antológiát jelentetett meg Folclor pornografic bănățan (Bánsági pornográf folklór) címmel. Guță szerint a román pornográf folklór inspirálta Mihai Eminescu és Ion Creangă népies-vulgáris műveit, köztük a Mesék meséjét, a Buta Ionică meséjét,  illetve Eminescu „szabadszájú” verseit.
A népies és vulgáris stílus ötvöződése Orbán János Dénes magyar fordításában is tükröződik. Pécsi Györgyi kritikája szerint Orbán általában „pompás élőnyelvi fordulatokkal” tarkítja a szöveget, és természetes helyükön használja a köznyelvben durvának ítélt kifejezéseket, de előfordul, hogy egy-egy vulgáris kifejezés „se nem szellemes, se nem provokatív, egyszerűen csak durva” a mesefordításban.

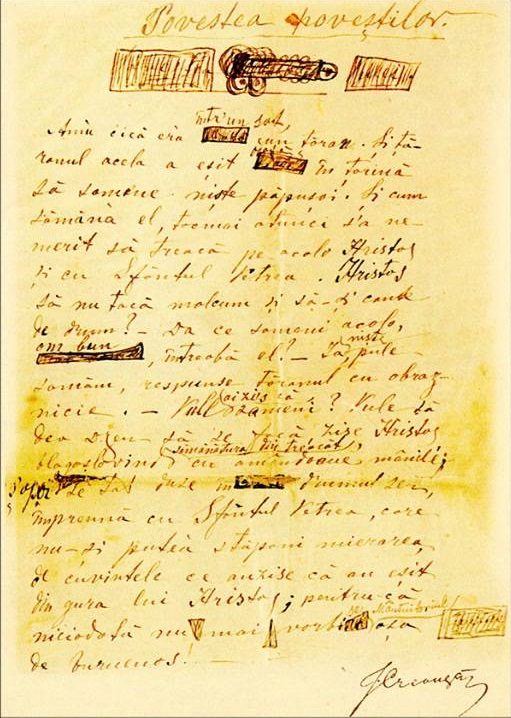
A mese eredeti kéziratának első lapja

## A keletkezés körülményei
A keletkezés pontos időpontjáról a források különbözőképpen vélekednek. Az Enciclopedia României 1877–1878-ra teszi a keletkezés évét. A kézirat alján a „Sâmbătă, 1877, octombrie 22 — 1878, noemvrie 12” (Szombat, 1877. október 22. — 1878. november 12.) felirat olvasható. Nem világos, hogy a Sâmbătă a hét napjára vagy esetleg egy helységnévre (Sâmbăta, Sâmbăta de Jos, Sâmbăta de Sus) utal-e, mindenesetre 1877. október 22. hétfőre, 1878. november 12. pedig keddre esett. A mese magyar fordításának végén a „Kelt Jászvárosban, szombaton, 1887. október 22-én.” szöveg áll. Ez a nap valóban szombatra esik, de az évszám az egyéb forrásokkal ellentétes.
Az Adevărul című román lap a műről szóló cikkében idézi Constantin Parascan irodalomtörténészt, Creangă-szakértőt, aki szerint a mű 1877-ben keletkezett. Elmondása szerint Creangă 1875-ben lett tagja a jászvásári Junimea irodalmi mozgalomnak. A tagok hagyományosan évente egyszer bankettet tartottak, ahol megünnepelték a mozgalom megalapításának évfordulóját. Szokás volt, hogy a banketten a tagok erre az alkalomra írt pajzán történetekkel szórakoztatták egymást. Creangă először 1876-ban vett részt a banketten; erre az alkalomra készült a Buta Ionică meséje. Miután 1876-ban az alapító Titu Maiorescu, aki maga nem kedvelte az obszcén humort, Bukarestbe távozott, Creangă még inkább felbátorodott, és az 1877-es banketten A mesék meséjével szórakoztatta társait.
Szakértők szerint Creangă nem belső indíttatásból írta pornográf meséit, pusztán csak eleget akart tenni a Junimea-bankettek elvárásainak.

## Megjelenés, fordítások
A mesék meséje nem a nyilvánosság számára szánt írás volt, és a szerző nem is tervezte kiadásukat. Halála után azonban megtalálták a kéziratokat, és belefoglalták az 1939-ben megjelent, Creangă összes művét tartalmazó, Gheorghe T. Kirileanu által sajtó alá rendezett Opere című kötetbe, melynek kiadására a II. Károly román királyról elnevezett alapítvány égisze alatt került sor. A kommunizmus alatt betiltották közlését, 1990 után azonban ismét elérhető lett a románok számára.
A történetet több nyelvre lefordították. Magyarul Orbán János Dénes fordításában jelent meg, franciára Eugène Ionesco lánya, Marie-France Ionesco fordította le, angolra pedig Alistair Ian Blyth ültette át.

## Méltatások
Több kritikus szerint A mesék meséje az erotikus komédia remekműve. Gabriel Liiceanu úgy véli, hogy „Boccaccio elsápadt volna az irigységtől, ha olvasta volna”. Ion Bogdan Lefter irodalomkritikus szerint „a gyerekcipőben járó román erotikus irodalom legfontosabb, legrégibb, és legnagyobb presztízsű műve”. Mircea Irimescu független képviselő a román parlament kulturális bizottságának vitájában a román irodalom mesterművei közé sorolta a mesét.

## Feldolgozások
A mesék meséje a kortárs romániai irodalmi-színházi élet több szereplőjét is megihlette. Mircea Nedelciu Povestea poveștilor generației '80 (A mesék meséje a nyolcvanas évek generációjában) címmel írt variációt Creangă történetére Dan Petrescu és Luca Pițu 1998-as erotikus irodalmi antológiájába. (Ez az elbeszélés 1999-ben francia–román kétnyelvű kiadásban is megjelent Creangă eredetijével egy kötetben.) A két írást 2009-ben színpadi művé dolgozta fel Petru Diaconu és Laurentiu Dimisca. A darabot a karácsonkői Tandem Színház vitte színpadra Gheorghe Hibovski rendezésében. A társulat a bukaresti Luni Színházban és a kolozsvári My Way klubban is előadta a művet.

## Botrányok, viták
A trágár szavakban bővelkedő elbeszélés többször volt botrányok, viták forrása is.
2010-ben a romániai parlament kulturális bizottsága egy, a médiatörvényt módosító javaslatot vitatott meg. Az indítvány szerint a tévéadóknak heti 120 percnyi kulturális vagy oktatási jellegű műsort kell sugározniuk. A vitában Teodora Trandafir, a Demokrata Liberális Párt képviselőnője felvetette a kérdést: vajon kulturális jellegű műsornak számít-e A mesék meséje, amelynek nyelvezete vulgárisnak mondható.
2013-ban felháborodást keltett, hogy Temes megyében két negyedikes tanuló év végi jutalomként olyan Creangă-kötetet kapott ajándékba, amely tartalmazta A mesék meséjét.

## A kukorica mint fallikus szimbólum
Creangă nem az első és nem az utolsó alkotó, aki a kukorica fallikus aspektusát ábrázolja. A magvakkal borított, hosszúkás kukoricacső mint fallikus szimbólum visszatérő motívum a művészetben: megjelenik például az olmék kukoricaisten-ábrázolásokban, Salvador Dalí egyik szobrában, vagy William Faulkner Szentély című regényében is.